# 岩新蠍魚
岩新蠍魚為輻鰭魚綱鱸形目鱸亞目舵魚科的其中一種，分布於西印度洋區，從莫三比克至南非海域，背鰭硬棘6-8枚；背鰭軟條20-25枚；臀鰭硬棘3枚；臀鰭軟條23-26枚，體長可達50公分，棲息在沿海礁岩區，可做為食用魚及遊釣魚。